# Leopoldo Roberto Markovsky
Leopoldo Roberto Markovsky (sinh ngày 29 tháng 8 năm 1983) là một cầu thủ bóng đá người Brasil.

## Sự nghiệp câu lạc bộ
Leopoldo Roberto Markovsky đã từng chơi cho Yokohama F. Marinos.